# Copelatus tschaga
Copelatus tschaga är en skalbaggsart som beskrevs av Bilardo och Pederzani 1972. Copelatus tschaga ingår i släktet Copelatus och familjen dykare. Inga underarter finns listade i Catalogue of Life.